# Avdullah Hoti
Avdullah Hoti (n. 4 februarie 1976, Rahovec⁠(d), RS Serbia, RSF Iugoslavia) este un politician kosovar, fost prim-ministru al Kosovo.